# Фионовка
Фионовка — поселок в Мензелинском районе Татарстана. Входит в состав Коноваловского сельского поселения.

## География
Находится в восточной части Татарстана на расстоянии приблизительно 10 км на запад по прямой от районного центра города Мензелинск.

## История
Основан в XVIII.

## Население
Постоянных жителей было: в 1859 году — 176, в 1870—105, в 1884—138, в 1906—211, в 1913—202, в 1920 и 1926 — по 226, в 1938—224, в 1949—104, в 1958 — 81, в 1970 — 57, в 1979 — 38, в 1989 — 4, в 2002 — 4 (русские 100 %), 9 в 2010.